# Меса-Фолс

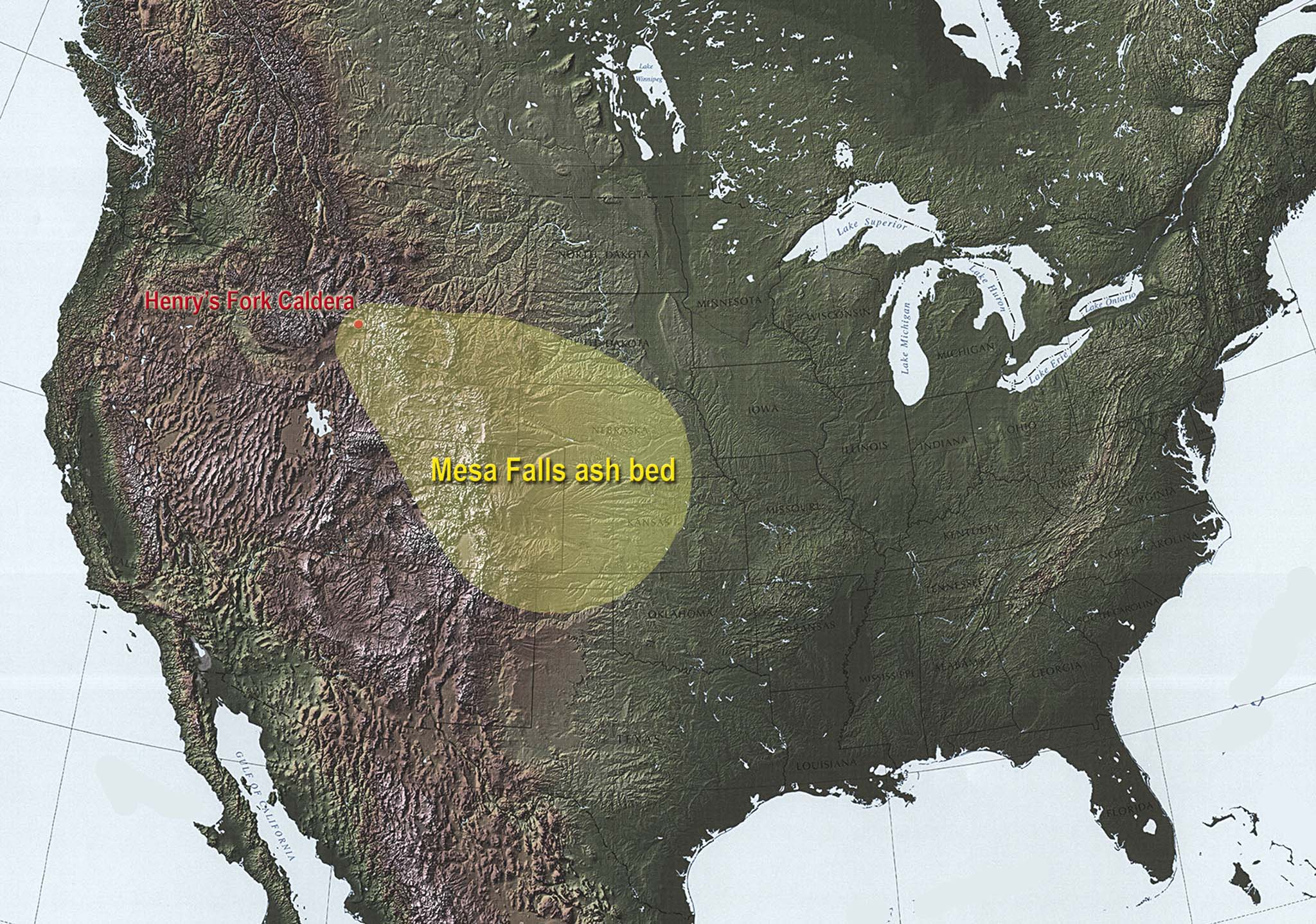
Пепловый слой Меса-Фолс

Меса-Фолс (англ. Mesa Falls Tuff) — туфовая формация, образованная в результате мощного вулканического извержения, сформировавшего кальдеру Хенрис-Форк, расположенную в штате Айдахо к западу от Йеллоустонского национального парка. Это было предпоследнее кальдероформирующее извержение Йеллоустонской горячей точки, в результате него было выброшено около 280 км³ материала (VEI 7). Извержение, образовавшее туф Меса-Фолс, произошло около 1.3 млн лет назад, через 800 тыс. лет после извержения, сформировавшего Хаклберри-Ридж, и за 670 тыс. лет до извержения, создавшего формацию Лава-Крик, и было меньшим среди трёх последних крупнейших извержений, связанных с Йеллоустонской горячей точкой.

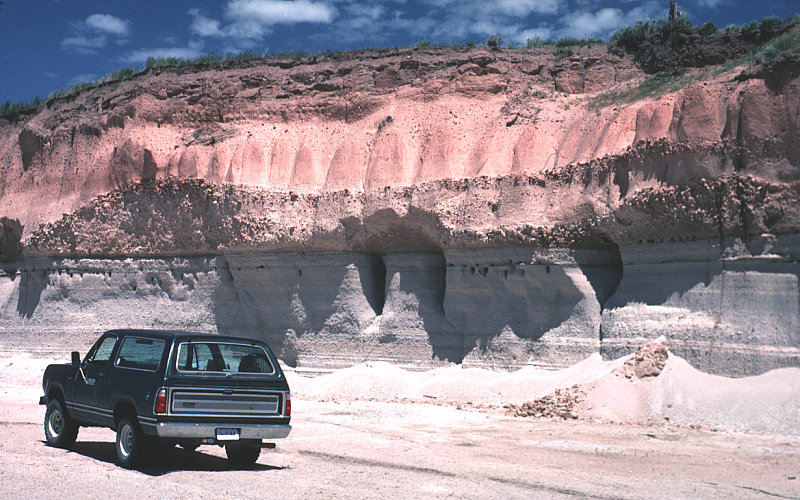
Туф Меса-Фолс в южной части кальдер Хенрис-Форк и Айленд-Парк в районе Эштона, штат Айдахо